# Катер

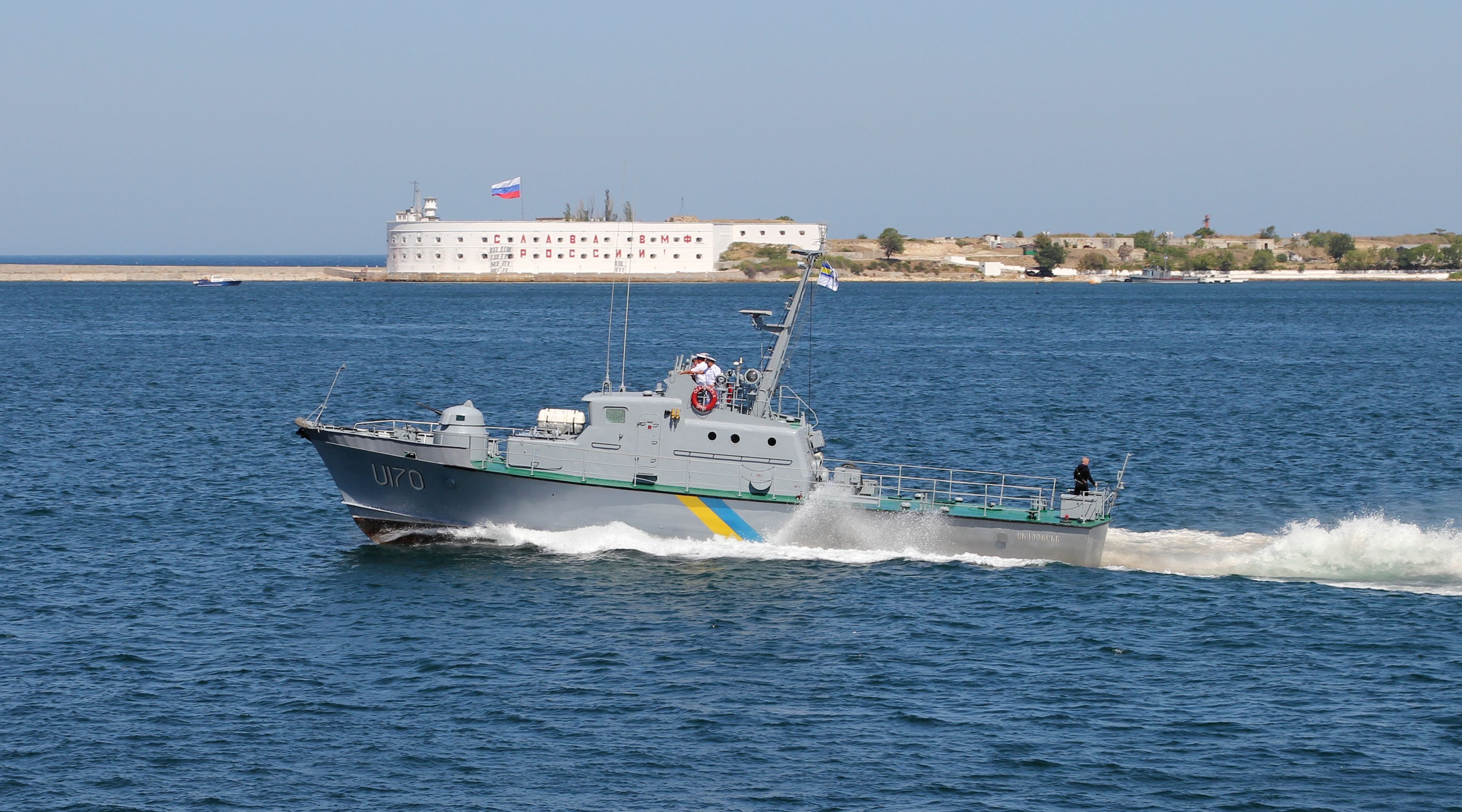
Патрульний катер «Скадовськ» ВМС ЗС України

Ка́тер (англ. cutter — «той, хто ріже, розрізає») — невелике легке судно (парове, моторне чи веслове) переважно для недалекого плавання. Історично катер — вітрильне однощоглове чи гребне судно (шлюпка) розміру меншого, ніж баркас. Зараз катерами називають невелике морське, річкове або озерне судно з мотором. Від моторного човна катер відрізняється стаціонарним розташуванням двигуна, від кораблів — меншими розмірами.
Катери використовують також у військових флотах різних країн (ракетні, торпедні, артилерійські катери).

## Історія
Первісно катерами чи кутерами (cutter) називали вітрильні однощоглові кораблі з косим вітрильним озброєнням (в українській термінології за ними узвичаїлася назва тендерів). Їх використовували для посильної та розвідувальної служби, а також у митництві та береговій охороні. Ці судна застосували там, де їх перевага у швидкості та гострі курси робили їх кращими, ніж традиційні кораблі з прямим озброєнням. Ці особливості яскраво проявлялися в обмежених водах — біля берегів на мілководді, в протоках і вузькостях тощо. Озброєння було завжди слабким (до 10 x 8-фунтових гармат), а розміри невеликими. У складі Російського імператорського флоту судна цього класу перебували починаючи з 1782 року і до середини XIX століття. Несли службу у складі Балтійського та Чорноморського флотів, Біломорської та Сибірської флотилій.
Також катером називався один з типів суднових шлюпок. Корабельні катери первісно були гребними, потім з'явилися парові і моторні. За призначенням такі катери поділялися на робочі, легкі (офіцерські) і мінні. Робочі налічували 16, 14, 12 або 10 весел і призначалися для перевезення команди і вантажів; легкі — 14, 12 або 10 весел і перебували в розпорядженні командира і офіцерів. Гребні катери забезпечувалися 2 (рідше 3) щоглами з косим вітрильним озброєнням. Катерів з паровим двигуном на великих кораблях налічувалося до 4 штук, і частіше їх виготовляли зі сталі. На початку XX ст., з розвитком двигунів внутрішнього згоряння, парові катери стали заміняти на моторні. Мінні катери були виключно паровими, і на початок XX ст. вже вважалися застарілим типом.